# Flughafen Paulo Afonso

i7
i11
i13
Der Flughafen Paulo Afonso (portugiesisch: Aeroporto de Paulo Afonso; IATA-Code: PAV, ICAO-Code: SBUF) ist ein öffentlicher Flughafen, 5 km von Paulo Afonso im brasilianischen Bundesstaat Bahia entfernt.

## Flughafendaten
Der Flughafen hat eine Asphaltpiste mit 1800 m Länge und 45 m Breite. Er liegt auf einer Seehöhe von 269 m. Er hat eine Fläche von 146 ha. Das Passagierterminal hat eine Fläche von 2150 m². Die Passagierkapazität liegt bei 600.000 pro Jahr.

## Geschichte
Der Flughafen Paulo Afonso wurde im Dezember 1972 eröffnet und seine Verwaltung der Zivilluftfahrtabteilung (Departamento de Aviação Civil – DAC) des damaligen Luftfahrtministeriums übergeben. Die Verwaltung wurde 1980 an Infraero übertragen.
Im Jahre 2020 übernahm der Bundesstaat Bahia den Betrieb des Flughafens.
Im September 2022 wurde Infraero von der Regierung Bahias über das Infrastruktursekretariat mit der Bereitstellung spezialisierter technischer Flughafenmanagement- und Betriebsdienste für den Flughafen Paulo Afonso beauftragt, damit ist Infraero wieder Betreiber.

## Flugbetrieb
Im Jahre 2019 wurden 12.300 Passagiere transportiert und 688 Flugbewegungen durchgeführt.
LATAM Airlines Brasil, Azul Linhas Aéreas, und Gol Linhas Aéreas sind die wichtigsten Fluggesellschaften, ⁣⁣die den Flughafen bedienen.